# Scarperia

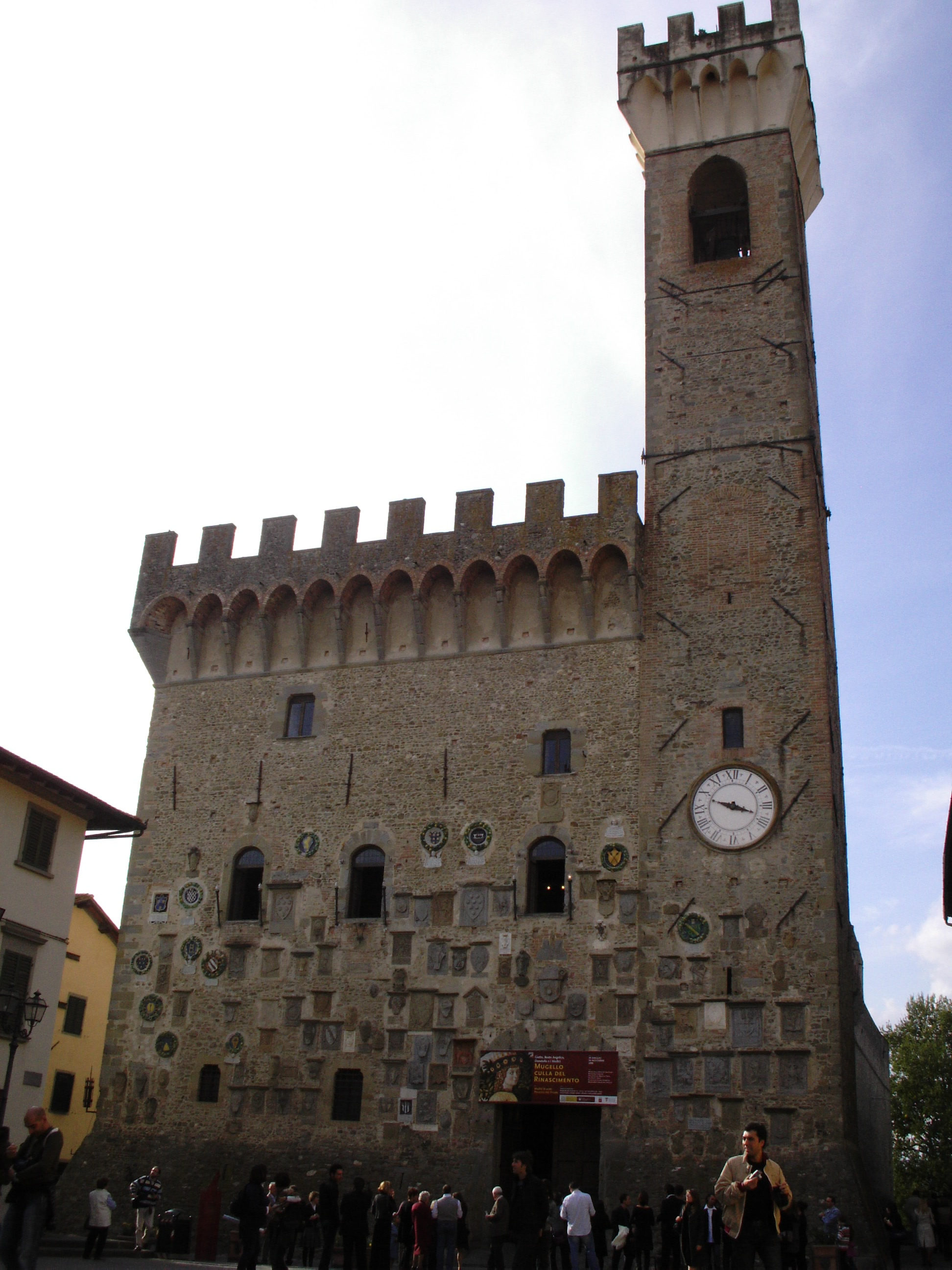
Der Palazzo Pretorio (Palazzo dei Vicari)

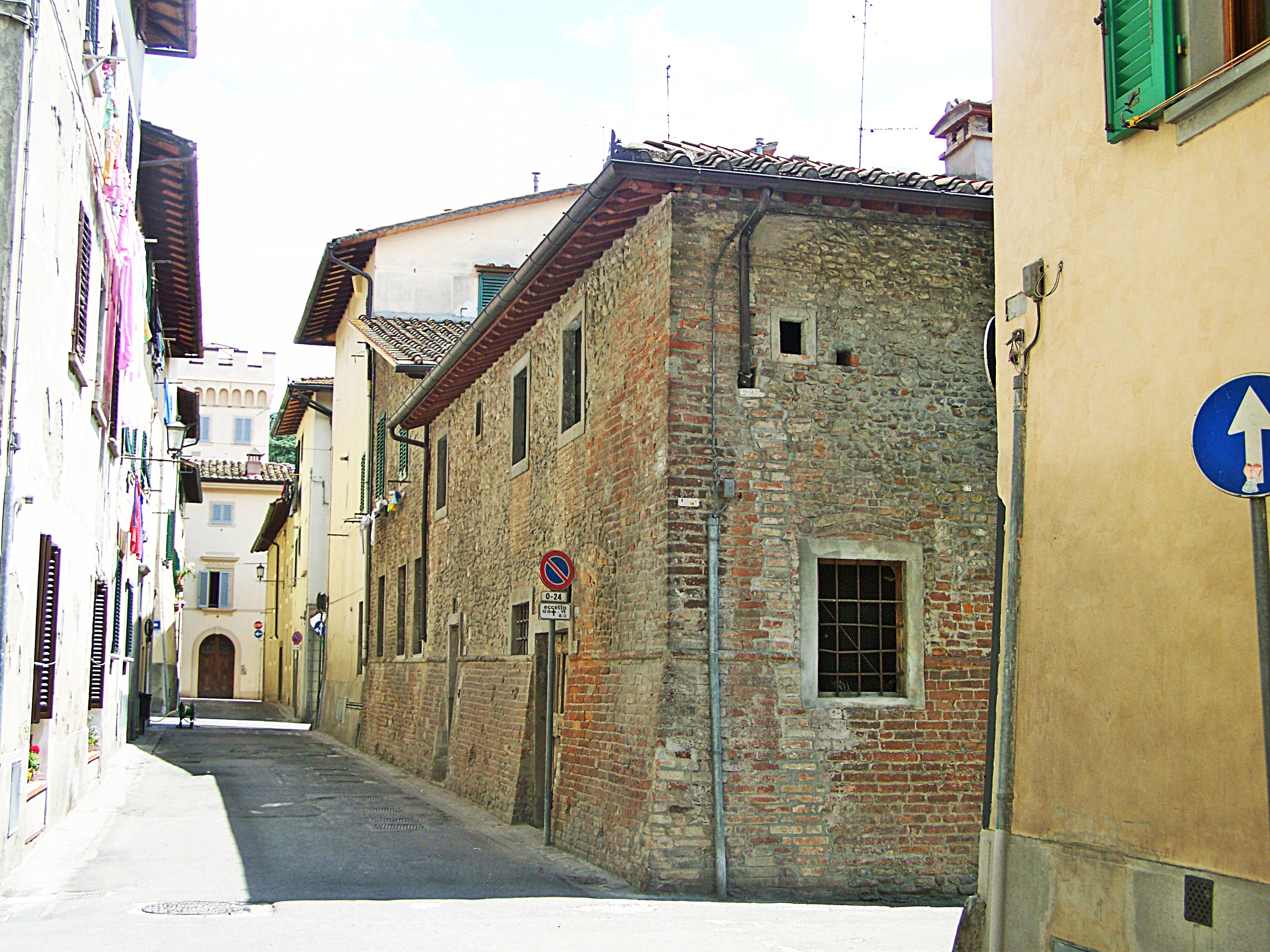
Straße in Scarperia

Scarperia ist ein Ortsteil der Gemeinde Scarperia e San Piero mit 5165 Einwohnern (Stand 2011) in der Metropolitanstadt Florenz in der italienischen Region Toskana. Der Ort gehört zur Verwaltungsgemeinschaft Comunità Montana Mugello.
Scarperia gehört zur Vereinigung I borghi più belli d’Italia („Die schönsten Orte Italiens“).

## Geografie
Scarperia liegt im Mugello südlich des Passo del Giogo, ca. 30 km nördlich von Florenz. Ortsteile (frazioni) sind Sant’Agata Mugello, Ponzalla und Marcoiano.
Die Nachbarorte sind Barberino di Mugello, Borgo San Lorenzo, Firenzuola und San Piero a Sieve.
Am 1. Januar 2014 fusionierte die vorher selbständige Gemeinde Scarperia mit der Nachbargemeinde San Piero a Sieve zur neuen Gemeinde Scarperia e San Piero.

## Geschichte
Bei einem Erdbeben am 13. Juni 1542 wurde der Ort schwer beschädigt.

## Kultur und Sehenswürdigkeiten

### Museen
- Museo dei Ferri Taglienti – Das Museum im Palazzo dei Vicari zeigt eine Ausstellung über die traditionelle Herstellung von Messern in Scarperia.

### Villen

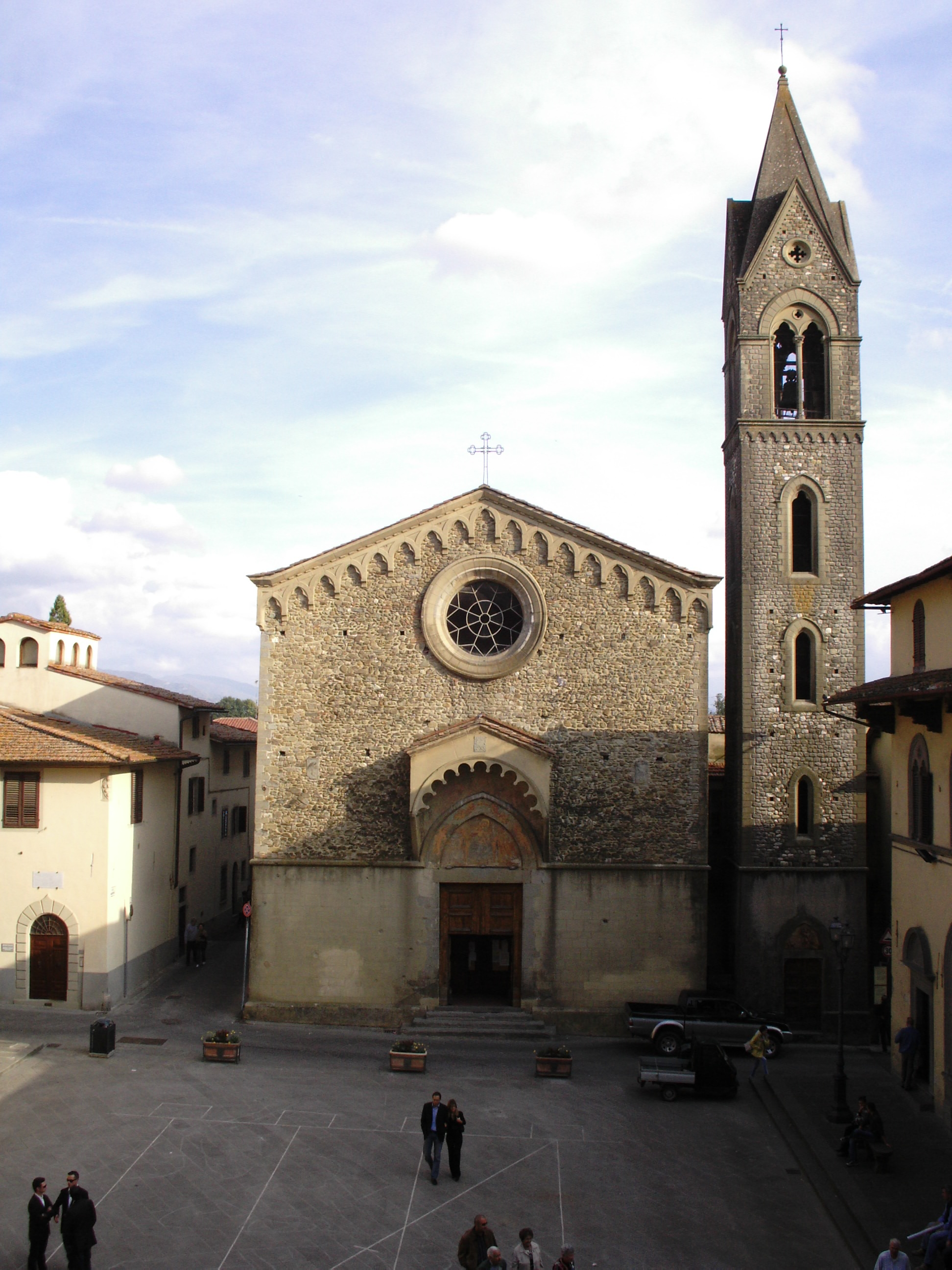
Die Prepositura dei Santi Jacopo e Filippo in Scarperia

- Villa Panna (15. Jahrhundert)

### Kirchen
- Pieve di Santa Maria a Fagna
- Chiesa di San Michele a Lumena
- Chiesa di San Lorenzo a Montepoli
- Pieve di Sant’Agata
- Cappella della Madonna di Piazza
- Oratorio della Madonna dei Terremoti
- Oratorio della Madonna del Vivaio
- Prepositura dei Santi Jacopo e Filippo
- Chiesa di San Giovanni Battista a Senni

### Regelmäßige Veranstaltungen
- Palio del Diotto – Palio am 8. September, mit sportlichem Wettkampf zwischen den Stadtvierteln.

## Sport
Auf dem Ortsgebiet liegt die Rennstrecke Autodromo Internazionale del Mugello, auf der u. a. jährlich der Große Preis von Italien im Rahmen der Motorrad-Weltmeisterschaft ausgetragen wird.

## Städtepartnerschaft
- Laguiole, Département Aveyron, Frankreich

## Söhne und Töchter von Scarperia
- Riccardo Bartoloni (1885–1933), Erzbischof und Diplomat des Heiligen Stuhls